# Liste der französischen Gesandten bei den Hansestädten
Dies ist eine Liste der französischen Gesandten und bevollmächtigten Minister bei den drei freien Hansestädten Bremen, Hamburg und Lübeck.

## Geschichte
Hamburg war ab 1510 Freie Reichsstadt, 1806 durch Napoleon besetzt, von 1811 bis 1814 annektiert, ab 1815 Freie Stadt im Deutschen Bund und ab 1871 Bundesstaat im Deutschen Reich. Die französischen Gesandten in Hamburg waren neben den Hansestädten in der Regel auch akkreditiert beim Niedersächsischen Reichskreis (bis 1806), und den Herzog- bzw. Großherzogtümern Oldenburg, Mecklenburg-Schwerin und Mecklenburg-Strelitz (bis 1871).
So wie es zeitweilig in Bordeaux eine hanseatische Handelsgemeinde gab, bestand auch zeitweilig eine einflussreiche französische Handelsgemeinde in Hamburg. Neben der Gesandtschaft in Hamburg bestanden auch jeweils französische Konsulate in jeder der drei Hansestädte.

## Missionschefs
| Ernennung/ Akkreditierung | Abberufung     | Name                                    | Anmerkungen | ernannt von        | akkreditiert bei |
| ------------------------- | -------------- | --------------------------------------- | --- | ------------------ | ---------------- |
| 16??                      | 1637           | Melchior Mitte de Chevrières            | (1586–1649), außerordentlicher Botschafter | Ludwig XIII.       |                  |
| 1637                      | 1642           | Claude de Mesmes                        | (1595–1650), bevollmächtigter Minister, 1627 bis 1632 Gesandter in Venedig, 1633 bis 1636 in Polen, 1643 bis 1648 Gesandter beim Westfälischen Frieden in Münster und Osnabrück   | Ludwig XIII.       |                  |
| 1642                      | 1643           | Melchior de Harod de Senevas            | (1614–1694) | Ludwig XIII.       |                  |
| 1643                      | 16??           |                                         | | Ludwig XIII.       |                  |
| 16??                      | 1661           |                                         | | Ludwig XIV.        |                  |
| 1661                      | 1675           | Pierre Bidal d’Asfeld                   | (1612–1682), Ministerresident | Ludwig XIV.        |                  |
| 1675                      | 1682           |                                         | | Ludwig XIV.        |                  |
| 1682                      | 1690           | Etienne Bidal d’Asfeld                  | (1642–1722) | Ludwig XIV.        |                  |
| 1690                      | 1698           |                                         | | Ludwig XIV.        |                  |
| 1698                      | 1703, 3. Jul.  | Etienne Bidal d’Asfeld (II.)            | (1642–1722) | Ludwig XIV.        |                  |
| 1703                      | 1714           |                                         | | Ludwig XIV.        |                  |
| 1714                      | 1749, 19. Jul. | Jean-Baptiste Poussin                   | (1644–1749), außerordentlicher Gesandter | Ludwig XV.         |                  |
| 1749                      | 1761           | Gérard Lévesque de Champeaux            | (1694–1778), bevollmächtigter Minister | Ludwig XV.         |                  |
| 1761                      | 1762           | Jacques Pacault                         | () | Ludwig XV.         |                  |
| 1762                      | 1768           | Charles François Raymond de Modène      | (1734–1799), außerordentlicher Gesandter und bevollmächtigter Minister | Ludwig XV.         |                  |
| 1768                      | 1770           | Emmanuel Marie Louis de Noailles        | (1743–1822), bevollmächtigter Minister, 1771 bis 1775 Gesandter in den Niederlanden, 1776 bis 1783 Botschafter im Vereinigten Königreich, 1783 bis 1792 Botschafter in Österreich | Ludwig XV.         |                  |
| 1770                      | 1772           | Dominique de Lesseps                    | (1715–1794), Geschäftsträger | Ludwig XV.         |                  |
| 1772, 22. Feb.            | 1779           | Mathieu de Basquiat de la Houze         | (1724–1793), bevollmächtigter Minister, 1779 bis 1792 Gesandter in Dänemark | Ludwig XV.         |                  |
| 1779                      | 1782           | Philippe-Jean-Joseph Lagau              | (1753–1813) | Ludwig XVI.        |                  |
| 1782, 1. Aug.             | 1787           | de Viviers                              | (), bevollmächtigter Minister | Ludwig XVI.        |                  |
| 1788                      | 1790, Mai      | Jean-François de Bourgoing              | (1748–1811), bevollmächtigter Minister, 1777 bis 1785 Geschäftsträger in Spanien, 1802 bis 1804 Gesandter in Schweden                                                             | Ludwig XVI.        |                  |
| 1790                      | 1792, Jan.     | Joseph-Mathieu Gandolphe                | (1755–1804), Geschäftsträger | Ludwig XVI.        |                  |
| 1792                      | 1795, 3. Okt.  | Louis-Grégoire Le Hoc                   | (1743–1810), bevollmächtigter Minister, 1795 bis 1796 Gesandter in Schweden | Ludwig XVI.        |                  |
| 1795, 25. Jun.            | 1797           | Karl Friedrich Reinhard                 | (1761–1837), bevollmächtigter Minister, 1798 bis 1799 Gesandter in der Toskana, 1799 Außenminister, 1818 bis 1830 Gesandter beim Deutschen Bund, 1830 bis 1832 in Sachsen         | Direktorium        |                  |
| 1797                      | 1797           | Jean Benedict Lemaître                  | (k. A.), Geschäftsträger | Direktorium        |                  |
| 1797                      | 1798, 1. Jun.  | Claude Roberjot                         | (1752–1799) | Direktorium        |                  |
| 1798                      | 1898           | Jean Benedict Lemaître (II.)            | (k. A.), Geschäftsträger | Direktorium        |                  |
| 1798, Okt.                | 1799, Apr.     | Jean-Baptiste Marragon                  | (1741–1829), bevollmächtigter Minister | Direktorium        |                  |
| 1799                      | 1802           | Jean Benedict Lemaître (III.)           | (k. A.), Geschäftsträger | Direktorium        |                  |
| 1802                      | 1805           | Karl Friedrich Reinhard (II.)           | (1761–1837), bevollmächtigter Minister | Napoleon Bonaparte |                  |
| 1805                      | 1810           | Louis Antoine Fauvelet de Bourrienne    | (1769–1834), bevollmächtigter Minister | Napoleon Bonaparte |                  |
| 1811                      | 1814           | –                                       | keine Beziehungen infolge der französischen Annexion der Hansestädte |                    |                  |
| 1815                      | 1816           |                                         | diplomatische Zuständigkeit des französischen Gesandten in Kopenhagen | Ludwig XVIII.      |                  |
| 1816, 28. Mai             | 1825           | Alexandre Léopold de Marandet           | (1770–1825), bevollmächtigter Minister | Ludwig XVIII.      |                  |
| 1825, 28. Sep.            | 1829           | Jean Baptiste Gaspard Roux de Rochelle  | (1762–1849), bevollmächtigter Minister, Maître des requêtes, 1830 bis 1831 Gesandter in den Vereinigten Staaten                                                                   | Karl X.            |                  |
| 1829, 4. Nov.             | 1832           | Roth                                    | (k. A.), Maître des requêtes, | Karl X.            |                  |
| 1832, 31. Dez.            | 1833           | Pierre Vincent Gabriel Bellocq          | (–1888), Maître des requêtes, 1833 bis 1841 Gesandter in der Toskana | Louis-Philippe I.  |                  |
| 1833, 7. Okt.             | 1834           | Adalbert Charles de Talleyrand-Périgord | (1758–1841), 1833 Gesandter in der Toskana | Louis-Philippe I.  |                  |
| 1834, 14. Jul.            | 1835           | Jules-Edmond Renouard de Bussierre      | (1804–1888) | Louis-Philippe I.  |                  |
| 1835                      | 1835           | Joseph Alexandre Berthier de Lasalle    | (1799–1845) | Louis-Philippe I.  |                  |
| 1835, 30. Nov.            | 1838           | Édouard Burignot de Varenne             | (1795–1873), Ministerresident | Louis-Philippe I.  |                  |
| 1838, 30. Okt.            | 1848           | Auguste de Tallenay                     | (1795–1863), Ministerresident, 1848 bis 1855 Gesandter beim Deutschen Bund | Louis-Philippe I.  |                  |
| 1848, 1. Mai              | 1849           | Louis Gustave Bernard des Essarts       | (1818–), Geschäftsträger | Louis-Philippe I.  |                  |
| 1849, 26. Jan.            | 1849           | Klein                                   | (k. A.), außerordentlicher Gesandter und bevollmächtigter Minister | Napoleon III.      |                  |
| 1849, 31. Mai             | 1849           | Charles de Lagau                        | (1797–1870), außerordentlicher Gesandter und bevollmächtigter Minister, 1839 bis 1848 Geschäftsträger in Tunesien                                                                 | Napoleon III.      |                  |
| 1849, 13. Nov.            | 1851           | Alfred de Salignac-Fénelon              | (1810–1883), außerordentlicher Gesandter und bevollmächtigter Minister, 1851 bis 1858 Gesandter in der Schweiz, 1858 bis 1864 beim Deutschen Bund                                 | Napoleon III.      |                  |
| 1851, 20. Feb.            | 1867           | Pierre-Édouard Cintrat                  | (1814–1880), außerordentlicher Gesandter und bevollmächtigter Minister | Napoleon III.      |                  |
| 1868, 27. Jul.            | 1870           | Gustave Rothan                          | (1822–1890) | Napoleon III.      |                  |

Ab 1871 nur noch konsularische Vertretung

## Siehe auch

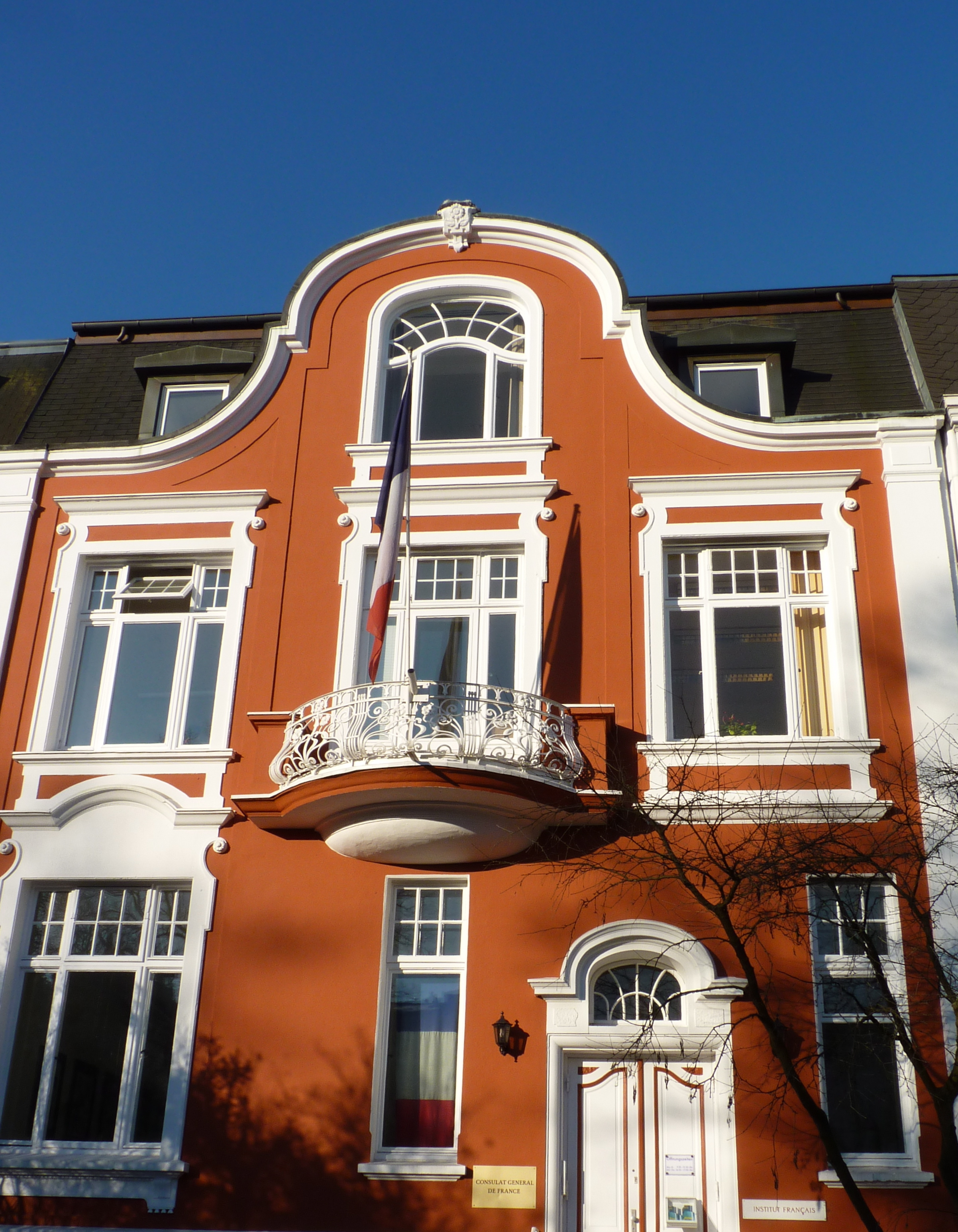
Heutiges Generalkonsulat und Institut français (gegr. 1951)